# 廢墟台灣
《廢墟台灣》是台灣作家宋澤萊於1985年作成並出版的反烏托邦小說。以日記體為主，描繪在極權政府箝制、廢棄物、空污、核污染肆虐的台灣，於2010年毀滅，成為幾無人煙的核污染區之前的社會、環境樣貌。由前衛出版社首次出版。

## 創作沿革
據作者回溯，1985年左右，國民黨政府欲計畫於台灣周圍蓋二十座核電廠，且台電製造宣導核電廠安全的影片，在電視上大力鼓吹，加上此時戒嚴，計畫難以阻擋。作者故決議書寫反核宣傳小說，以指出此計畫之遺禍。加上此時台灣有環團指出，台灣的水、噪音、空氣污染相當嚴重，故作者揉合這些議題，而花數月著此書。
此書出版社的社長林文欽回憶，宋澤萊之前試圖投稿給其他報刊，但因時仍戒嚴，題材涉及政治議題，未刊登後，故由其出版，而此書終未遭禁。此外，此書初期反應冷淡，但在次（1986）年車諾比事件爆發後，此書瞬間翻紅，成為暢銷小說，並選為當年十大最有影響力的書籍之一。
而此書創作時，恰巧是描寫極權統治的英國小說《一九八四》背景年份的次年。

## 故事概要
2015年，即台灣成為國際禁區，數千萬人滅絕的五年後，外國人阿爾伯特先生和波爾先生從濁水溪支流河口上岸，前往TNN村，欲找阿爾伯特以前的舊識作家小宋，並探究台灣崩潰前的概況。然而小宋已過世，全台灣只剩水產專家李信川和其血親活下去。兩位探險者在其亡弟攝影家李信夫的房間中，發現他有預感將發生重大災難，而於死前寫的日記。
在李信夫的日記中，除了描述其在電視台作攝影師，並與愛人小惠、朋友相處的生活，也描述2010年，超越自由黨極權壓迫、舊有藝術不被重視、道德與價值觀與今反差甚大、人口膨脹、自殺、肺癌盛行、核電廠密集，以及空污、垃圾、核污染嚴重等，充斥怪象和絕望的台灣社會和環境。後來妻子因政府控制媒體而死，最後歸鄉不久後，李信夫仰藥自殺。

### 重大事件年表
- 1998年，政府準備行憲。
- 2000年，地震引發核電廠輻射外洩，造成20萬人死亡。「廢墟撲擊」起事，但遭血腥鎮壓。超越自由黨執政，進行箝制統治。
- 2001年－2002年，阿爾伯特旅台，研究台灣政治情況，提出《政治新虎克定律》。
- 2005年，台灣全面戒嚴，斷絕除商業外的人民往來，外國人民遷出。
- 2010年：
  - 小說第一部（第1-8篇）：
    - 2月，人民於北市府抗議，但遭黨鎮壓，故主角李信夫有感開始寫日記。主角收到小惠來信。
    - 3月，主角與小惠見面，後小惠搬到北回歸。因農地污染，此前開始，都市鼠害問題嚴重。
    - 4月，主角、小惠和其丈夫李可然談判離婚，但遭白衣人刀刺。後由政府的衛隊隊長以槍枝介入，談判離婚成功。

  - 小說第二部（第9-15篇）：
    - 4月（續），在參加小惠祖父的葬禮後，主角與她再婚，此些日子因颱風肆虐，北回歸附近的核電廠輻射外洩。政府和知識份子於高市舉辦商議會。
    - 5月，小偉和主角一家開始同居。因之前的放射線外洩，造成大量人口死亡，大量幽谷教會信眾試圖前往深山，躲避將來的動亂。但黨軍鎮壓，大量教徒死亡，南部負責人李灼人被捕判死。在黨調查員調查公司後，主角、同事和他們去「粉腿大樓」玩樂。
    - 6月，為幫幽谷教會復仇，血花幫和新武幫擄二十餘位黨政經高層，雖雙方發生火併，俘虜終幾被殺害。執政黨為因應社會壓力，聘請視覺專家馬赫伯指導電視思想教育。

  - 小說第三部（第16-28篇）：
    - 7月，馬赫伯開始指導電視思想教育，控制人民思想。台灣各地開始發生不少意外事故。
    - 8月，主角發現這些人民的意外或死亡事件，可能和馬赫伯用其學說控制電視節目有關。
    - 9月，與小惠、小偉去低海拔山區旅行後，中秋節時，主角赴北市總公司，超越自由黨在其邀請各地知識份子和反對勢力的聯歡會中，秘密以武力屠殺他們。主角參加高級黨員聚會時，聽聞專家難以收拾核電問題。此際，小惠和小偉因心智受電視節目控制，走入家附近的海邊溺死。
    - 10月，主角辭職回鄉。東部瘟疫流行。
    - 11月，北部核廠爆炸。主角自殺。

  - 年底（含）之前：台灣島毀滅，國際宣布其為禁區。
- 2015年3月7日－8日：阿爾伯特等人來台，於TNN村得到主角的日記。

## 架構
本文文長約九萬字。除了引言，以及描述阿爾伯特先前旅台和訪TNN村的首末章外，皆為李信夫從2010年2月到11月的日記，分為三部，28篇。

## 登場人物

### TNN村李家
台灣於2010年毀滅後倖存的家族。從遷台祖開始，每代的人活到四十歲後，會喪失部份感官知覺。
- 李信夫（1970－2010）：

本書主角，兼日記的作者。視力甚佳，曾提出攝影與美學理論、改造攝影機，在北回歸岬角的電視公司中擔任攝影師兼攝影記者，並為超越自由黨高級黨員。也是一位蒐藏家。
- 李信川：

主角李信夫的大哥，水產人員，因遺傳而喪失觸覺。藉由其引介，阿爾伯特等人才發現主角的日記。

### 北回歸岬角
- 林馨惠（小惠）：

大學修藝術，並喜好古典社會的文藝。在高市某校執教藝術，後搬到北回歸。曾為李信夫的女友，在與李可然離婚後，與主角再婚。
- 辛克勤（辛大夫）：

北回歸岬角的衛生所主任，超越自由黨的高級黨員，和其妻育有一子小偉、一女阿昭。是痛恨宗教的自由主義者，曾對有神秘感應的太太和兒子家暴。
- 小偉：

辛克勤的小兒子。思想獨特、智商很高，有時和辛克勤、小惠為伴。
- 林山：

傑出的新聞採訪記者，和李信夫合作。
- 郭明福：

北回歸的超越自由黨書記，曾幫助辛克勤與李可然談判離婚。

### 其他
- 潘娜娜：

旅居國外的知名影歌星，專長於性的煽誘。因超越自由黨提倡性的政策而受邀，到北回歸的電視台拍攝影集。
- 陳瑪麗（1985－2010）：

藝人與性工作者，與李信夫為友，並向其請教攝影。
- 馬赫伯：

外國視覺專家，提出不少人類心理的理論，超越自由黨邀請之，藉其理論，以電視控制國民的內心，可能因此導致如溺海、火災、車禍等事故。
- 小宋：

TNN村出身的作家，自認是神秘主義者，曾赴美國，著有《TNN村》。其經歷、出身和作者宋澤萊類似。
- 阿爾伯特：

政治學家，2000年代初曾到台灣研究政治行為，並提出《政治新虎克定律》。2015年與地理學者波爾重訪毀滅的台灣。

## 相關團體

### 政治團體
- 超越自由黨：

于2000年成立的執政黨，由之前數個政權解散改組合併而成，黨徽為「不」字形，黨旗爲紅底，上綴黑色黨徽。該黨在台灣實行極權統治，殘酷鎮壓反對者，並在傳媒、藝術、宗教等方面，進行嚴厲的控制。

### 宗教團體
- 太陽教會

由1995年起台灣基督教宗派統一運動所成的，獨大的教會，於2002年改名而成。由李聖智指揮，信徒逾五十萬。其思想為超越自由黨力行上帝旨意，當時台灣的新社會就是上帝的城。認為迦南教會、幽谷教會是異端。
- 迦南教會

否認新社會是神的國，認為新社會仍需改造。
- 幽谷教會

崛起於下層社會，認為台灣是煉獄，需要激烈呼號與祈禱，掙扎走向天國的宗派。和涅盤教合作。
- 涅槃教

於2000年廢墟撲擊後，由涅盤和尚以涅盤系的經典創立的地下佛教教派，甚奉行素樸原則，主張人可以自行提早圓寂。

### 黑幫
- 血花幫：

由未能接受新社會的黑道人物組成的在南部結成的幫派。
- 新武幫：

在2002年血花幫被整肅後成立的幫派，成員較為年輕。自認是反對者，欲證明人在新社會的意義，並提出類似武士道的新蜉蝣論。

## 特殊場景
- TNN村：位於濁水溪畔的村莊，為主角李信夫的故鄉，影射位於濁水溪附近的雲林縣二崙鄉打牛湳。[4]
- 北回歸岬角：位於台灣島最南端50公里的虛構岬角，約半公里長，有社區、電視公司、遊樂區、森林等。
- 粉腿大樓：市中心的大眾娛樂大樓，十層樓高，設有歌舞廳、劇場、酒廳等，並有古典藝術的展演場。
- 渦流街：位於城市內住工混雜區，加上行車噪音，噪音混雜，居民死亡率甚高。

## 重要名詞
- 政治新虎克定律：外國政治學家阿爾伯特於2000年代初調查台灣政治社會，所提出的理論，名字源於力學的虎克定律。它將人民受壓迫比喻為彈簧受拉、從自由變不自由，如拉力超過彈性限度，則彈簧不會縮回原樣般，人民倘受壓超過界線，會認為這種壓迫下才有真正的自由。
- 新社會、古典社會：2000年後的台灣社會為新社會，海外或其前的台灣社會為古典社會。課程中，對「古典社會」的比重甚少，且提出批判。古典社會（或1980年代台灣）和新社會的文化、價值觀差異很大，古典藝術常受鄙視。
- 浮塵風暴週：2001年起，為改善空污，超越自由黨規定工廠和燃燒機構的排放週，訂於每月首週。天空此時黝黑，浮塵蓋空氣。
- 自由少爺：黨國當局司检部轄下的調查員，配手銬、手槍，具相當大的權力。

## 評價
龍應台稱之為「台灣的一九八四」，認為有明顯模仿痕跡（如思想警察的恐怖統治、一對男女失敗的掙扎與反抗），批評作者把攝影師的主角寫成萬事通：「說起台灣來『什麼都知道』，像個博覽的歷史學家，也像個無所不知的預言家」，並批評把所有罪惡歸咎執政黨的泛政治化，對思想複雜的讀者沒說服力。對於最後的批評，作者提出反駁。
傅大為認為，《廢墟台灣》雖然是未來小說，但卻有許多以未來回顧當代社會的內容，且和一般非寫實的科幻小說、企圖說服思想複雜者（如龍應台所言）的普通政治小說不同。也並沒有歸眾咎於執政黨，而新社會和當時現實社會的價值觀差異，也讓讀者反思當今，並感到對古典時代（當時現實）的鄉愁。雖認為部份描寫過於冗長、細節「藝術」尚待琢磨，且受芥川龍之介〈河童〉、喬治·歐威爾《一九八四》影響，但傅氏也認為一般描述和對話十分耐人尋味，具旺盛創造力，且有現實和超現實色彩。
旅美核工博士兼詩人非馬認為，據其所學的專業，該書使用材料的所有推理相當有根據，且把現實和藝術結合於一起，是相當成功的政治小說。
小說家李喬評論，此書在台灣文學史上，是非常特殊的存在：一、是自其評論時僅見的，隱喻未來災難的寓言長篇小說；二、是其評論時唯一的長篇生態主題小說。

## 相關作品
- 《天火備忘錄》（張大春著）
- 《零地點》（伊格言著）